# متلازمة ثلاثية إكس
متلازمة ثلاثية إكس المعروفة أيضا باسم (عدم توازن الصبغيات) هي شكل من أشكال الاختلاف الكروموسومات والتي تتميز بوجود الصِّبْغِيُّ X إضافي في كل خلية من الأنثى. يتكون شكل الفسيفساء أيضا حيث لا يوجد سوى نسبة مئوية من خلايا الجسم تحتوي على XXX في حين أن البقية تحمل XX. المدى الذي يتأثر به الفرد من هذا المرض يعتمد على نسبة XXX إلى XX طوال الوقت. تنتج متلازمة ثلاثية X خلال انقسام الخلايا التناسلية لأحد الوالدين ويحدث مرة واحدة في كل 1000 ولادة للإناث. وخلافا لمعظم حالات خلل الكروموسومات الأخرى (مثل متلازمة داون)، عادة ما لا يتم التمييز بين هؤلاء المصابين بمتلازمة X الثلاثية بالعين المجردة وبقية الإناث.

## العلامات والأعراض
لأن الغالبية العظمى من الإناث المصابين متلازمة ثلاثية إكس لا يتم تشخيصهم أبدا، قد يكون من الصعب جدا وضع التعميمات حول آثار هذه المتلازمة. وكانت العينات التي تمت دراستها صغيرة ويمكن أن تكون غير ممثلة أو متحيزة.
بسبب تعطيل الصبغي إكس، إهماد، وتشكل أجسام بار في كل خلايا الإناث، يكون هناك كروموسوم X واحد فقط نشط في أي وقت. وهكذا، لا تسبب متلازمة ثلاثية إكس في معظم الأحيان سوى آثار خفيفة، أو لا تسبب آثار غير عادية على الإطلاق. ويمكن أن تشمل الأعراض طول القامة. صغر الرأس؛ زيادة جلد الجفون العلوية والتي قد تغطي الزوايا الداخلية للعينين؛ صعوبة وإعاقة في تعلم الكلام واللغة، مثل عسر القراءة. أو ضعف العضلات. وتختلف الأعراض من شخص لآخر، قد تتأثر بعض النساء أكثر من غيرها. نادرا ما يكون هناك أي شذوذ مادي ملحوظ في الإناث المصابين بمتلازمة ثلاثية إكس، غير من أن تكون الأنثى أكثر طولا من المتوسط.
الإناث الذين يعانون من متلازمة ثلاثية إكس هن في خطر متزايد للتأخر في تنمية اللغة، تشوهات تخطيط أمواج الدماغ، ومشاكل في تآزرية العضلات والاضطرابات المعالجة السمعية، والجنف. فإنها تميل إلى إظهار النمو المتسارع حتى سن البلوغ. يبدو فشل المبيض المبكر أكثر انتشارا في هؤلاء النساء المرضى بمتلازمة ثلاثية إكس، لكن يبدو أن معظم الإناث المصابين بمتلازمة ثلاثية إكس لديهن معدل خصوبة طبيعي. هن أكثر عرضة للنضال مع المشاكل الشخصية والنفسية، وتدني احترام الذات، ولكنهن يستجيبوا بشكل جيد للعلاج. الإناث المصابين بمتلازمة ثلاثية إكس هن في خطر سوء نتائجهم الأكاديمية في المدرسة، وبعضهن قد يحتجن إلى تعليم خاص. في بعض الأحيان، قد يعانون من القلق وقد يكونوا خجولين جدا، وهذا قد يؤثر على علاقاتهن مع أقرانهم في المدارس. يبدو أنهن يشعرن بتحسن كبير بعد ترك المدرسة. ويستفيدوا كثيرا من بيئة منزلية مستقرة.

## السبب

مشاكل في الانقسام الاختزالي الذكري مما أدى إلى خلية ذكرية بها 2 من الكروموسومات X.

مشاكل في الانقسام الاختزالي الإناث مما أدى إلى خلية أنثوية بها 3 من الكروموسومات X.

متلازمة ثلاثية إكس لا تورث، ولكنها تحدث عادة كحالة خلال الجاميتة (البويضة والحيوانات المنوية). خطأ في انقسام الجاميتات مما يؤدي إلى أن تنتج جاميتة مع كروموسومات إضافية. على سبيل المثال، خلية بيضية أو الحيوان المنوي قد كسب نسخة إضافية من كروموسوم X ونتيجة لعدم انفصال. إذا كان أحد هذه الخلايا يساهم في التركيب الجيني للطفلة، فإن الطفلة سيكون لها كروموسوم X إضافي في كل خلاياها. في بعض الحالات، يحدث تثلث الصبغي X خلال انقسام الخلايا في التطور الجنيني المبكر.
بعض الإناث الذين يعانون من متلازمة ثلاثية إكس لديهن كروموسوم X إضافي إلا في بعض من خلاياهن. وتسمى هذه الحالات 46، XX / 47، XXX بالفسيفساء الجينية.

## التشخيص
الغالبية العظمى من الإناث المصابين متلازمة ثلاثية إكس لا يتم تشخيصهم أبدا، إلا إذا خضعن لاختبارات لأسباب طبية أخرى في وقت لاحق في الحياة. متلازمة ثلاثية إكس يمكن تشخيصها عن طريق فحص الدم الذي يمكن عن طريقه النظر في كروموسومات الشخص (النمط النووي).
متلازمة ثلاثية إكس يمكن تشخيصها قبل الولادة عن طريق بزل السائل الامنيوسي أو أخذ عينات من المشيمة. تم إجهاض 76٪ من الأجنة الذين تم شخيصهم بمتلازمة ثلاثية إكس في الدنمارك، في الفترة بين 1970-1984. انخفض هذا الرقم إلى 56٪ في الفترة بين 1985-1987. مع تحسين المعلومات، تضاءل عدد حالات الإجهاض في هولندا، في الفترة بين 1991-2000، 33٪ (18/54) من الأزواج الذين تأكدوا من تشخيص الجنين بمتلازمة ثلاثية إكس قبل الولادة اختاروا الإجهاض. إذا تم توفير معلومات متوازنة للآباء المحتملين، قبل الولادة يتم تقليل حالات الإجهاض.

## انتشار المرض
تحدث متلازمة ثلاثية إكس في حوالي 1 من كل 1000 فتاة. في المتوسط، يولد 5-10 فتاة يعانون من متلازمة ثلاثية إكس في الولايات المتحدة كل يوم.

## تاريخ
أول تقرير نُشر لامرأة مع نمط نووي 47, XXX كان عن طريق باتريشيا أ. جاكوبس، وآخرون في المستشفى العام الغربي في أدنبرة، اسكتلندا، في عام 1959. وقد وجد وهي عمرها 35 عاماً، 5وتبلغ من الطول أقدام و 9 بوصات (176 سم)، ومن الوزن 128 رطلاً (58.2 كجم)؛ إذ كانت تعاني من فشل المبيض المبكر في سن 19، وكانت والدتها في سن 41 وكان والدها في سن 40 وقت الحمل بها. جاكوبس، وآخرون أطلقوا عليها اسم «المرأة الفائقة» (وهو المصطلح الذي تعرض لانتقادات على الفور)، لم يحظ بالقبول، وكان يقوم على افتراض غير صحيح أن نظام تحديد الجنس في الثدييات هو نفسه كما في ذبابة الفاكهة. الطبيب الشرعي البريطاني والمختص بالجينات برنارد لينوكس، المستشار الرئيسي في المصطلحات الطبية لقاموس أوكسفورد الإنكليزية، اقترح مصطلح «متلازمة XXX».

## وصلات خارجية
- المكتبة الوطنية لعلم الطب (2008). Triple X syndrome Genetics Home Reference
- مستشفى غاي Clinical Genetics Department (2001). Triple X نسخة محفوظة 17 ديسمبر 2008 على موقع واي باك مشين. information leaflet
- Nielsen, Johannes (1998). Triple-X Females. An Orientation نسخة محفوظة 10 أغسطس 2011 على موقع واي باك مشين.. The Turner Center, آرهوس Psychiatric Hospital, Risskov، الدنمارك.
  - Triple X information booklet by Dr. Nielsen, a psychiatrist and geneticist who led the longest running of 8 international newborn screening studies of sex chromosome abnormalities.